# وجدی معوض
وجدی معود (به فرانسوی: Wajdi Mouawad)، متولد سال ۱۹۶۸در شهر دیرالقمر لبنان، نویسنده، هنرپیشه و کارگردان لبنانی/کانادایی است.

## بیوگرافی
وجدی معوض کشور زادگاهش را در سال ۱۹۷۸، وقتی ده سال داشت، به مقصد پاریس ترک کرد. او و خانواده‌اش بعدتر در سال ۱۹۸۳ به شهر مونترال از ایالت فرانسوی زبان کانادا کوچ کردند. او در طول تحصیلش در دبیرستان عضو گروه تئاتر مدرسه شد و بعدها به تشویق دبیر ادبیات فرانسه، وارد مدرسه ملی تئاتر کانادا شد و در سال ۱۹۹۱ فارغ‌التحصیل شد.

## پروژهٔ در سال ۲۰۱۵ بیست ساله باش
سال ۲۰۱۱ وجدی معوض پروژه‌ای را با پنجاه نوجوان تقریباً پانزده ساله که از مدارس مختلف انتخاب شده بودند آغاز کرد. آن‌ها قرار بود به مدت پنج سال او را همراهی کنند. این نوجوانان پنج گروه ده نفره بودند از پنج شهر نانت (فرانسه)، نمور (بلژیک)، موُن (بلژیک)، رئونیون (از جزایر فرانسه در اقیانوس هند) و مونترال (کانادا). ایدهٔ این پروژه از نمایشنامهٔ incendies وجدی معود گرفته شده بود. او این پروژه را پاسخی به این جملهٔ مادربزرگ نمایش خطاب به نوه‌اش می‌داند:
«اگر می‌خواهی نجات پیدا کنی، باید یاد بگیری که: بخوانی، بنویسی، حساب کنی، حرف بزنی و فکر کنی.»
هر فعل این جمله به یک سال و به سفری به یک شهر مرتبط شده که نوجوانان به آنجا دعوت شدند تا: در آتن بخوانند، در لیون بنویسند، در آشوویتز حساب کنند، در یکی از کشورهای آفریقایی حرف بزنند و در طی یک سفر دریایی فکر کنند. آن‌ها همگی سالی بکبار دور هم جمع می‌شدند. هدف این پروژه دستاوردی تئاتری نبوده.

## نمایشنامه‌ها
Partie de cache-cache entre deux Tchécoslovaques au début du sièclenote 2, 1992
Alphonse, Leméac, 1996
Les Mains d'Edwige au moment de la naissance, Leméac, 1999
Littoral, coédition Leméac/Actes Sud-Papiers, 1999, 2009 (partie 1 du cycle Le Sang des Promesses)
Pacamambo, Actes Sud-Papiers Junior, 2000
Rêves, coédition Leméac/Actes Sud-Papiers, 2002
Incendies, coédition Leméac/Actes Sud-Papiers, 2003, 2009 (partie 2 du cycle Le Sang des Promesses)
Willy Protagoras enfermé dans les toilettes, Leméac, 2004
Forêts, coédition Leméac/Actes Sud-Papiers, 2006 (partie 3 du cycle Le Sang des Promesses)
Assoiffés, coédition Leméac/Actes Sud-Papiers, 2007
Le soleil ni la mort ne peuvent se regarder en face, coédition Leméac/Actes Sud, 2008
Seuls - Chemin, texte et peintures, Leméac/Actes Sud, 2008 (ISBN 978-2-7427-7986-4)
Ciels, Actes Sud, 2009 (ISBN 978-2-7427-8381-6) (partie 4 du cycle Le Sang des Promesses)
Journée de noces chez les Cromagnons, coédition Leméac/Actes Sud-Papiers, 2011 (ISBN 978-2-7427-9612-0)
Sœurs, coédition Leméac/Actes Sud-Papiers, 2015 (ISBN 978-2-330-04701-6)